# Einmal Polizist, immer Polizist
Einmal Polizist, immer Polizist ist eine französisch-belgische Krimikomödie aus dem Jahr 2006. Der Film stellt das Debüt Romuald Beugnons als Spielfilm-Regisseur dar.

## Handlung
Der pensionierte Polizeiinspektor Simon Sablonnet kommt als Insasse in ein Altersheim und kann dort, obwohl er sich die meiste Zeit nur in einem Rollstuhl fortbewegt, innerhalb kurzer Zeit eine Diebstahlserie aufklären, indem er den kleptomanischen Heimbewohner und Alt-Rocker Francky überführt. Als kurze Zeit später der Heimbewohner und ehemalige Heimleiter Alfred Lamproie vor seinen Augen tödlich stürzt, geht Simon im Gegensatz zur Heimleitung davon aus, dass dieser ermordet wurde. Mit Unterstützung von Francky, mit dem er sich mittlerweile angefreundet hat, gelingt es Simon, hinter verschlossene Türen zu gelangen, wird dabei jedoch Opfer eines Anschlags, den er schwer verletzt überlebt. Da er trotz seiner Verletzungen weiter recherchiert und andere Heimbewohner befragt, wird Simon von der Heimleitung sediert. Dank Francky schafft es Simon, der Ruhigstellung zu entkommen. Er findet heraus, dass Alfred versehentlich von Edwige, die kurz vorher Ältester Mensch geworden war, über ein Geländer geschubst wurde und die Altenpflegerin Christine sogar vor einem Mordversuch nicht zurückschreckt, um Edwige zu schützen.
In der Schlussszene betreten Simon und Francky ein anderes Altersheim und stellen nach einem Blick auf ein Graffito fest, dass sie sich nicht langweilen werden.

## Rezeption
Für den Filmdienst ist Einmal Polizist, immer Polizist eine „leichtgewichtige Kriminalkomödie, entwickelt als klassischer Whodunit, der mit einem durchstilisierten Personenarsenal“ aufwarte. Prisma-Online sieht in dem Film eine „witzige Krimikomödie mit absurd-komischen Einschüben“. Für das Lexikon des internationalen Films ist Einmal Polizist, immer Polizist ein „weitgehend unterhaltsamer, atmosphärisch jedoch eher blasser (Fernseh-)Krimi mit komödiantischen Akzenten, der vor allem von Jean-Pierre Cassel in einer seiner letzten Rollen geprägt“ würde.